# 范质
范質（911年—964年），大名宗城（今河北威縣）人。中国五代后周和北宋初大臣。字文素。赵匡胤“陈桥兵变”后，任北宋宰相。

## 生平
自幼好學，九歲能文，十三歲誦五經，博學多聞。後唐長興四年（933年）進士，官至戶部侍郎。後周太祖郭威自鄴起兵入京，范質為避戰禍，藏匿民間，後來被太祖找到，時值嚴冬，郭威脫下外袍給范質披上。封范質為兵部侍郎，樞密副使。周顯德四年（957年），范質上書朝廷，建議重修法令，編定后周的《显德刑律统类》。宋代第一部法典《宋刑統》直接来源于此法典。
顯德六年（959年），周世宗病危，臨終託孤，命范質為顧命大臣，輔佐七歲的恭帝柴宗訓。封范質為蕭國公。顯德七年（960年）正月初一，忽傳北漢、契丹聯兵南下，令趙匡胤統帥禁軍北上。初三趙匡胤發動陳橋兵變，回到大梁，范質率王溥、魏仁浦責問趙匡胤，帳前羅彥環拔劍厲聲：“三軍無主，眾將議立檢點為天子，再有異言者斬！”。王溥面如土色，被迫擁立趙為天子。曾舉薦趙普、呂慶餘、竇儀等棟樑之臣。宋乾德元年（963年），封范質為魯國公。乾德二年（964年）正月，与王溥、魏仁浦同日罢相。是年（964年）九月，去世，臨終時“戒其后勿请谥立碑，自悔深矣”，宋太祖說：「聞范質只有宅第，不置田產，真宰相也。」范質在趙匡胤稱帝後「降階受命」，有負世宗託付，趙光義說他：「循規矩，慎名器，持廉節，無出質右者。但欠世宗一死，為可惜耳。」著有《范魯公集》、《五代通錄》等。

## 軼事
宋初，宰相范質等人仍循前代慣例，上朝時設有座椅，坐著奏事。一日早朝，范質猶坐著，趙匡胤便說：「我眼睛昏花，看不清楚，你把文書拿給我看。」范質於是起身持文書進呈，趙匡胤卻已密囑侍者趁此將其座撤去，待范質欲返座而座椅已撤，只得站立。自此宰相與群臣般站著上朝，成為慣例。

## 家屬
- 范旻 ：子。
- 范貽孫 ：孫。
- 范正 ：兄弟。
- 范杲 ：從子。
- 范晞 ：從子。
- 范坦 ：從孫。